# تلسا شوك
تلسا شوك كان فريق كرة سلة للمحترفات تأسس في سنة 1998 وكان يقع مقره في تلسا. لعب في الاتحاد الوطني لكرة السلة النسائية.

## أبرز اللاعبات
من أبرز اللاعبات:
- جنيفر أزي
- كارا براكستون
- ساندي برونديلو
- دومينيك كانتي
- سوين كاس
- باربرا فاريس
- شيريل فورد
- شانون جونسون
- تيميكا جونسون
- ماريون جونز
- ديانا نولان
- ويندي بالمر
- نيكول باول
- روث رايلي
- كاتي سميث
- شيريل سووبيس

## وصلات خارجية
- الموقع الرسمي